# Elba Rosa Pérez Montoya
Elba Rosa Pérez Montoya, née le 20 novembre 1960, est une femme politique cubaine du Parti communiste de Cuba. En 2012, elle devient ministre cubaine de la science, de la technologie et de l'environnement.

## Biographie
Elba Rosa Pérez Montoya est né le 20 novembre 1960.
Elle est scientifique et titulaire d'une maîtrise. Elle devient professeure principale et directrice du département des sciences sociales et humaines de l'Université d'Oriente'a.
Elba Rosa Pérez Montoya est membre du Parti communiste de Cuba et est l'une des représentantes de la province de Granma. Elle devient ministre de la Science, de la Technologie et de l'Environnement en 2012.
En 2018, elle est réélue députée à l'Assemblée nationale du pouvoir populaire de Cuba.
En 2019, le Premier ministre cubain, Manuel Marrero Cruz, la désigne comme membre de son conseil des ministres.